# Saint-Paul-la-Roche
Saint-Paul-la-Roche – miejscowość i gmina we Francji, w regionie Nowa Akwitania, w departamencie Dordogne.
Według danych na rok 1990 gminę zamieszkiwało 555 osób, a gęstość zaludnienia wynosiła 14 osób/km² (wśród 2290 gmin Akwitanii Saint-Paul-la-Roche plasuje się na 672. miejscu pod względem liczby ludności, natomiast pod względem powierzchni na miejscu 176.).